# Nesocordulia rubricauda
Nesocordulia rubricauda är en trollsländeart som beskrevs av Martin 1900. Nesocordulia rubricauda ingår i släktet Nesocordulia och familjen skimmertrollsländor. Inga underarter finns listade i Catalogue of Life.